# Malassezia
Classe
Ordre
Famille
Genre
Synonymes
- Pityrosporum Sabour. (1904)

Malassezia  (en référence à Louis-Charles Malassez), parfois aussi dénommé Pityrosporum est un genre de levure du groupe des Fungi imperfecti faisant parfois partie de la flore commensale naturelle des humains (ex  Malassezia furfur est présente chez pratiquement 100 % de la population) et de divers animaux, mais pouvant dans certaines conditions devenir pathogènes (cause de certaines pseudos teignes). Ces levures sont parfois responsables de folliculites voire d'onychomycose.
Le champignon microscopique en cause le plus souvent dans le pityriasis versicolor est Malassezia globosa.
Récemment, outre M. furfur (lipophile) et M. pachydermatis (non lipophile, transmise par des chiens), un grand nombre de nouvelles espèces ont été décrites dans ce genre.